# Vệ hài cánh vàng
Vệ hài cánh vàng (Paphiopedilum gratrixianum) là một loài lan thuộc Chi Lan hài, Họ Lan. Loài này sinh sống ở Lào và Việt Nam.

## Phân bổ
- Việt Nam: Tam Đảo (Vĩnh Phúc)
- Thế giới: Lào